# Elena Testor
Elena Testor (Cavalese, 20 luglio 1973) è una politica italiana.

## Biografia
Imprenditrice, nel 2013 è candidata alla Camera nella lista della Lega Nord nella circoscrizione Trentino-Alto Adige, ma non viene eletta.
Nel 2015 è stata eletta Procuradora del Comun General de Fascia.
Passata a Forza Italia, nel 2018 è stata eletta senatrice nel collegio uninominale Trentino-Alto Adige - 03 (Pergine Valsugana) per la coalizione di centro-destra, ottenendo il 45,32% a fronte del 26,95% di Eleonora Stenico del centrosinistra e del 22,43% di Gianni Marzi del Movimento 5 Stelle.
Il 26 maggio 2020 ha annunciato il suo passaggio alla Lega di Matteo Salvini, abbandonando Forza Italia.
Alle elezioni politiche del 2022 viene eletta al Senato per il centrodestra nel collegio uninominale Trentino-Alto Adige - 03 (Pergine Valsugana) con il 44,03%, superando Michele Sartori di centrosinistra e Azione - Italia Viva (31,08%) e Roberta Bergamo di SVP - PATT (10,08%).

## Vita privata
Sposata con Stefano Sommavilla, ha due figli.